# Zabić prezydenta (film 2004)
Zabić prezydenta (ang. The Assassination of Richard Nixon) – amerykańsko-meksykański dramat z 2004 roku w reżyserii Nielsa Muellera. Fabuła filmu została oparta na faktach.

## Główne role
- Sean Penn – Samuel Bicke
- Naomi Watts – Marie Bicke
- Don Cheadle – Bonny Simmons
- Jack Thompson – Jack Jones
- Brad William Henke – Martin Jones
- Michael Wincott – Julius Bicke

## Fabuła
Rok 1974. Samuel Bicke jest sprzedawcą mebli. Jednak ostatnio nie układa się w jego życiu. Żona od niego odchodzi, próbuje założyć własną firmę. Niestety, nie może dostać kredytu, bo ma czarnoskórego wspólnika. W końcu Sam decyduje się na szalony krok. Kupuje pistolet, postanawia porwać samolot i uderzyć nim w Biały Dom, zabijając prezydenta Richarda Nixona, którego obwinia za swoje niepowodzenia.